# Raggamuffin
El Raggamuffin, también conocido como ragga, es un subgénero del dancehall y el reggae, que surgió en la década de 1980 en el cual la instrumentación está compuesta de modo electrónico, similar al rap, en donde el sampling ocupa un papel fundamental.
El término ragga se utiliza actualmente como sinónimo de dancehall reggae o para describir dancehall con un deejay hablando más que practicando deejaying sobre un riddim.

## Etimología
El término raggamuffin es una acepción intencionalmente mal escrita de ragamuffin, un término que entró en el patois jamaiquino tras la colonización del Imperio Británico de Jamaica en el siglo XVII. A pesar de la aplicación peyorativa por los colonialistas británicos del término, la juventud jamaiquina se apropió de él como una designación intragrupal. El término música raggamuffin describe la música de Jamaica de los "habitantes del ghetto".

## Orígenes
Todo comenzó con el productor musical Prince Jammy (nacido Lloyd James, más tarde rebautizado como King Jammy). Muchas de las exitosas producciones de Jammy habían sido grabadas con la High Times Band, cuyo sonido se caracterizaba por una estructura típica de dancehall sobre viejos ritmos rocksteady heredados de décadas anteriores.
Este sonido, sin embargo, está empezando a ser revolucionado por el famoso dúo instrumental de Sly y Robbie (Sly Dunbar y Robert Shakespeare), que siguen estando entre los productores y músicos de sesión más solicitados de Jamaica, así como los propietarios de Taxi Records. El dúo ya había contribuido a la evolución de la música jamaicana en la década de 1970, ya que fueron responsables, junto con Augustus Pablo, del nacimiento del estilo reggae rockers, que dominó la escena jamaicana durante la segunda mitad de la década de 1970. La experimentación de Sly y Robbie con ritmos electrónicos a mediados de la década de 1980 es una clara señal del cambio drástico que estaba experimentando el dancehall, ya que los productores también comenzaban a cambiar de la grabación analógica a la digital. La revolución de la tecnología de la música digital está impulsando la introducción de nuevas experiencias y sonidos, que han comenzado a ser adoptados por productores y sellos. Esto también llevó al declive de los famosos grupos de sesión (o bandas de acompañamiento); Ahora, los equipos digitales permiten que solo uno o dos músicos formen una banda.
El género surgió en 1985 en Jamaica. La primera pista de raggamuffin fue el sencillo de Wayne Smith Under Me Sleng Teng (1985), producido por el propio King Jammy y construido alrededor de un ritmo que más tarde se descubrió que había sido preprogramado en un teclado Casio, (Casio MT-40). Esta canción es reconocida como la primera canción de reggae con ritmos electrónicos, marcando el inicio de la era del dancehall electrónico o raggamuffin,. "Sleng Teng" también es reconocida como la primera canción exitosa de reggae sin líneas de bajo. Otro artista importante para el auge del raggamuffin fue Junior Delgado, cuyo álbum Raggamuffin Year, lanzado en 1986, ayudó a difundir el término para definir esta nueva música. A partir de entonces, el término a menudo se acortó a ragga y se adoptó para definir ampliamente la nueva música de Danchehall.
En 1985, la revolución digital comenzó con el productor Loyd "King Jammy" James, quien creó su riddim Sleng Teng (instrumental) con sólo una caja de ritmos, sintetizador y otras herramientas dejando poco espacio para los músicos. Fue el comienzo de lo digital. Nacieron muchos experimentos, principalmente a través de la creación de ritmos más rápidos (riddim "bogle") que se desprendían de los ritmos digitales pero eran más "Roots". Fue a partir de este período que toda una generación de cantantes representativos del estilo dancehall digital encabezaría Jamaica. Generalmente son del final de la era del rub-a-dub como Papa San, Stitchie, Nardo Ranks y son famosos tanto en el estudio como en los sistemas de sonido en las grandes sesiones digitales. Este estilo no existe como tal en Jamaica, nadie ha hablado nunca del "raggamuffin" como un estilo musical. Decimos dancehall, un estilo musical bailable pero que refleja la realidad jamaicana en su totalidad. Hay temas sociales (conscientes), temas sexuales (slack) o muchos otros.
En Francia, el cantante Tonton David es uno de los pioneros del dancehall francés. Con su tema Peuples du monde incluido en el recopilatorio Rappattitude producido por Virgin en 1990, el dancehall surgió del universo underground para invertir en las pequeñas pantallas y las radios. Por lo tanto, el estilo abre el camino para el estilo hardcore dancehall representado por artistas como Beenie Man, Bounty Killer, Sizzla o Capleton, entre otros. El estilo dancehall (overdub) apareció a finales de la década de 1960.

## Década de 1990
Durante la década de 1990, el ragga se mantuvo firmemente establecido como uno de los géneros más populares del reggae que se tocaba en los salones de baile jamaiquinos Shabba Ranks, General Trees, Tiger, Lieutenant Stitchie, Capleton, Mad Cobra y Supercat son solo algunos de los artistas que han firmado con grandes sellos, aunque la mayoría de ellos han sido retirados por los mismos sellos durante la década de 1990.
En medio de los acalorados debates sobre si los temas obscenos y vulgares del ragga realmente reflejaban la realidad de los guetos jamaicanos, la escena del reggae comenzó a mostrar un admirable gesto de auto-recuperación y autocontrol, con el desarrollo del roots reggae revival, llamado new roots, un fenómeno que reafirmó en voz alta el rechazo de las obscenidades defendidas por los artistas de dancehall y ragga, reemplazando estos temas con valores más morales, en la tradición del viejo roots reggae de la década de 1970. El estilo de producción digital nunca desapareció por completo (se estaba produciendo un renacimiento en Europa) y, a principios de la década de 1990, el regreso de las raíces fue estimulado por la enorme popularidad de Garnett Silk. De repente, DJs como Buju Banton y Capleton se dejan crecer rastas y cambian sus valores para mejor, manteniendo los sonidos característicos del género. Beenie Man también dejó de lado viejos temas de su repertorio, mientras que a estos nuevos DJs de raíces se unieron Anthony B y Sizzla, dos representantes de la secta Bobo Ashanti Rasta, que se habían unido para denunciar la tendencia de las rastas de la década de 1980. Además, a raíz de Garnett Silk, varios cantantes de raíces comenzaron a combinar la sensibilidad y la espiritualidad de Bob Marley con un enfoque moderno de su música. Luciano, Tony Rebel y Morgan Heritage fueron de los primeros en introducir esta novedad, mientras que Cocoa Tea parecía haberse adaptado a los ritmos modernos.

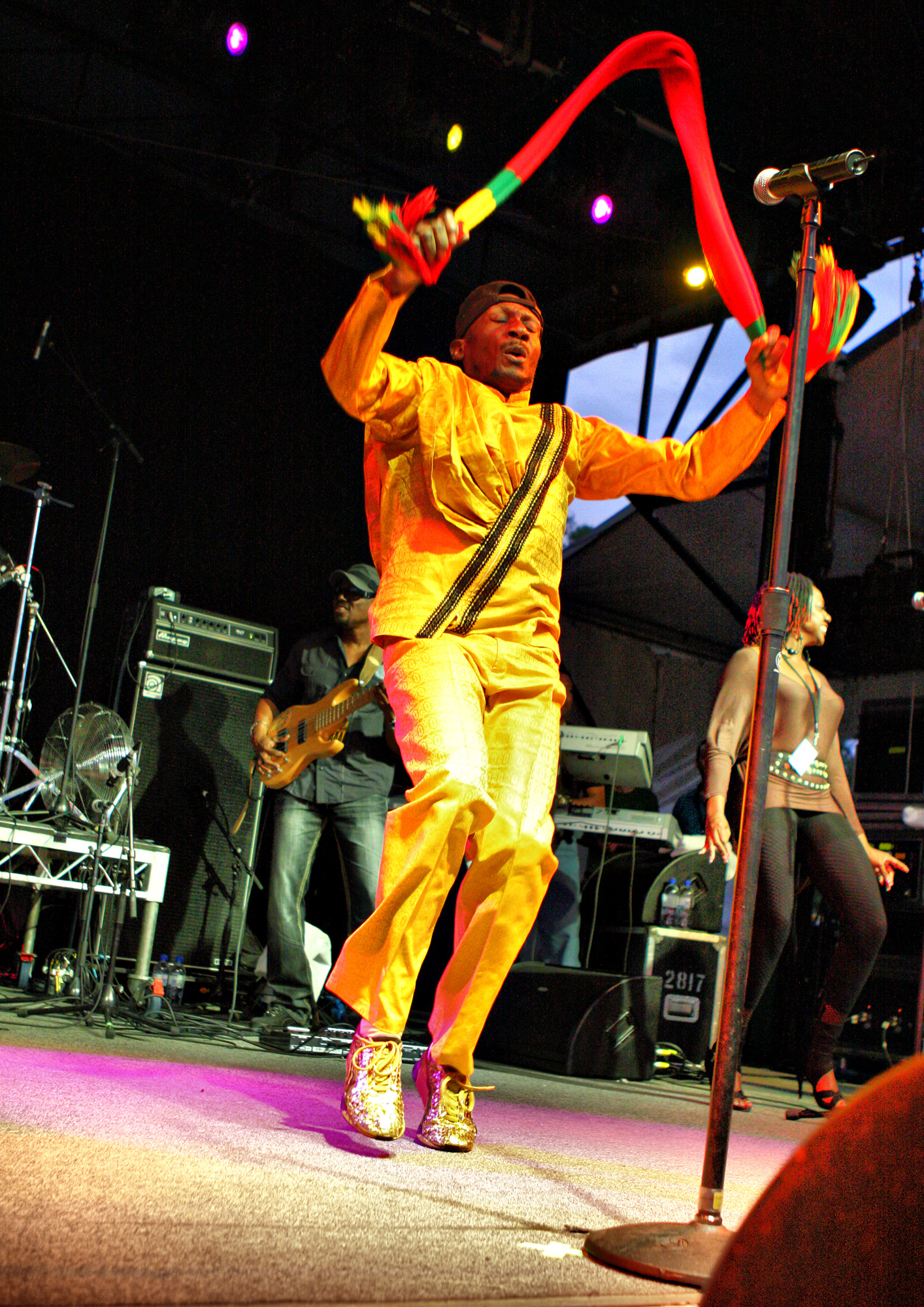
Jimmy Cliff durante su presentación en el Raggamuffin Music Festival 2011

## Década de los 2000
Beenie Man, Sizzla y Capleton, tres de los artistas de dancehall/raggamuffin más famosos de Jamaica y de todo el mundo, firman un documento, el Reggae Compassionate Act, en el que afirman su compromiso de no seguir difundiendo mensajes homofóbicos, tanto en lo que respecta a los nuevos lanzamientos como a la reedición de canciones anteriores que contienen letras anti-gay.
También hay grandes festivales de este tipo, como el Festival de Música Raggamuffin, que se originó en Nueva Zelanda.
En Venezuela el movimiento musical del reggae, dancehall y ragga cobró mayor fuerza en la ciudad de Maracay con artistas como: Selector Cocoman, OneChot, Verdeman LRuz, Baroni One Time y bandas como Nou Vin Lakay, Papashanty SaundSystem, entre otros.
A partir de los 2000 se han desarrollado diversos festivales alrededor del mundo enfocados a la divulgación del raggamuffin, donde se fusionan ritmos reggae, dancehall.